# Носелівка
Носе́лівка — село в Україні, у Височанській сільській громаді Ніжинського району Чернігівської області. Населення — 743 особи (2012 рік).

## Географія
Село розташоване на північному сході району, за 17 км від районного центру — міста Борзна (автошляхами — близько 25 км) та за 4 км від залізничної станції Доч. Висота над рівнем моря — 132 м.

## Історія

### Давні часи
В цій місцевості люди мешкали з давніх-давен. Поблизу села виявлено поселення доби бронзи (II тисячоліття до н. е.), скіфського періоду (V-III століття до н. е.).

### 17-18 століття
Село згадується в історичних джерелах з другої половини XVII сторіччя. Входило до Шаповалівської сотні Ніжинського полку.
За даними Генерального опису у 1760-х роках у Носелівці була одна церква в ім'я Великомучениці Параскеви, 65 козацьких і 5 селянських дворів. Селяни належали глухівському комендантові Іванові Делатуру, який володів ними з 1742 р.
З 1782  Носелівка у складі у складі Шаповалівської волості.

### 20 століття
З 1917 — у складі УНР. У 1920-х роках в селі розгорнувся рух за автокефалію Української Православної Церкви, відкрито парафію УАПЦ. 1924 року священиком Церкви святої Параскеви УАПЦ був отець Гнат Омельченко — це була одна з 12 парафій УАПЦ на території Борзнянського повіту.
1929 комуністичний режим вдався до систематичних акцій бандитизму щодо приватних господарників. Людей примущували вступати до колгоспу, а незгодних віддавали під суд. 1932 комуністи вже контролювали все їстівне у Носелівці і тому вдалися до організації масових убивств голодом. У цілому село істотно постраждало внаслідок геноциду українського народу, проведеного окупаційним урядом СССР 1932—1933. Очевидець злочинів комуністів Марта Будник згадує:
| У 1929/1930 рр. почалося масове розкуркулювання людей. У багатших сімей (хто не встиг продати землю й худобу і виїхати) відібрали все, віддавали в колгосп, а їхні сім'ї відправляли на Соловки. Мій батько в колгосп вступати не захотів. Тайком від сільських активістів разом з односельцями втік у Білорусь. Про це активісти дізналися вже на другий день – приїхали до нас підводами, повиносили з хати все: столи, ослони, полиці, жердки, скриню, рядна, рушники, одяг. Худобу та запаси харчів теж забрали. В хаті залишили лише стару перину. На подвір'ї та городі теж все перерили металевими палицями – шукали, чи не приховали чогось... |
Невдовзі, після всіх цих страхіть, 300 жителів Носелівки брали участь у Другій світовій війні на боці комуністичного режиму, 144 з них — загинули, 70 — нагороджені орденами і медалями СРСР. У роки німецько-нацистської окупації підпільники Н. І. Згонник і Г. Д. Ященко були арештовані і живцем спалені гестапівцями. На честь односельців, полеглих у боротьбі за свободу і незалежність Батьківщини, у селі споруджено обеліск Слави.
У повоєнний період в селі знаходилася центральна садиба колгоспу імені Ленінського комсомолу, за яким було закріплено 3472 гектарів сільськогосподарських угідь, у тому числі 2770 га орної землі. Господарство вирощувало зернові культури, картоплю, льон, займалося м'ясо-молочним тваринництвом.

### 21 століття
12 червня 2020 року, відповідно до розпорядження Кабінету Міністрів України № 730-р «Про визначення адміністративних центрів та затвердження територій територіальних громад Чернігівської області», увійшло до складу Височанської сільської громади.
19 липня 2020 року, в результаті адміністративно-територіальної реформи, і ліквідації Борзнянського району, увійшло до складу новоутвореного Ніжинського району.

## Населення

### Мова
Розподіл населення за рідною мовою за даними перепису 2001 року:
| Мова       | Кількість | Відсоток |
| ---------- | --------- | -------- |
| українська | 734       | 98.79%   |
| російська  | 9         | 1.21%    |
| Усього     | 743       | 100%     |

## Інфраструктура
У селі відсутня школа, є будинок культури, бібліотека, фельдшерсько-акушерський пункт, два магазини, пересувне відділення звʼязку, Церква. 